# Розслідування авіакатастроф
«Розслідування авіакатастроф» (англ. Mayday, Air Crash Investigation) — документальний серіал виробництва студії Cineflix Productions, присвячений розслідуванню різних авіаційних аварій та катастроф, а також їх причин та фатальних подій. З 2011 року транслюється на телеканалі National Geographic Channel..

## Формат серій
У кожній серії розповідається про одну катастрофу, за винятком деяких серій спецепізодів. Перша частина стрічки оповідає про події від початку рейсу до моменту катастрофи. Друга частина присвячена розслідуванню катастрофи. Також показують опитування свідків, врятованих людей і бортових самописців літака. Наприкінці серії експерти розповідають про причини катастрофи й радять як не повторювати ці помилки в майбутньому.
Лише в двох серіях показали катастрофу вертольоту (7 серія 3 сезону та 5 серія 20 сезону), у всіх інших мова лише про літаки.